# Chaise à bascule
Pour les articles homonymes, voir Berceuse (homonymie).
 (octobre 2018).
Si vous disposez d'ouvrages ou d'articles de référence ou si vous connaissez des sites web de qualité traitant du thème abordé ici, merci de compléter l'article en donnant les références utiles à sa vérifiabilité et en les liant à la section « Notes et références ».

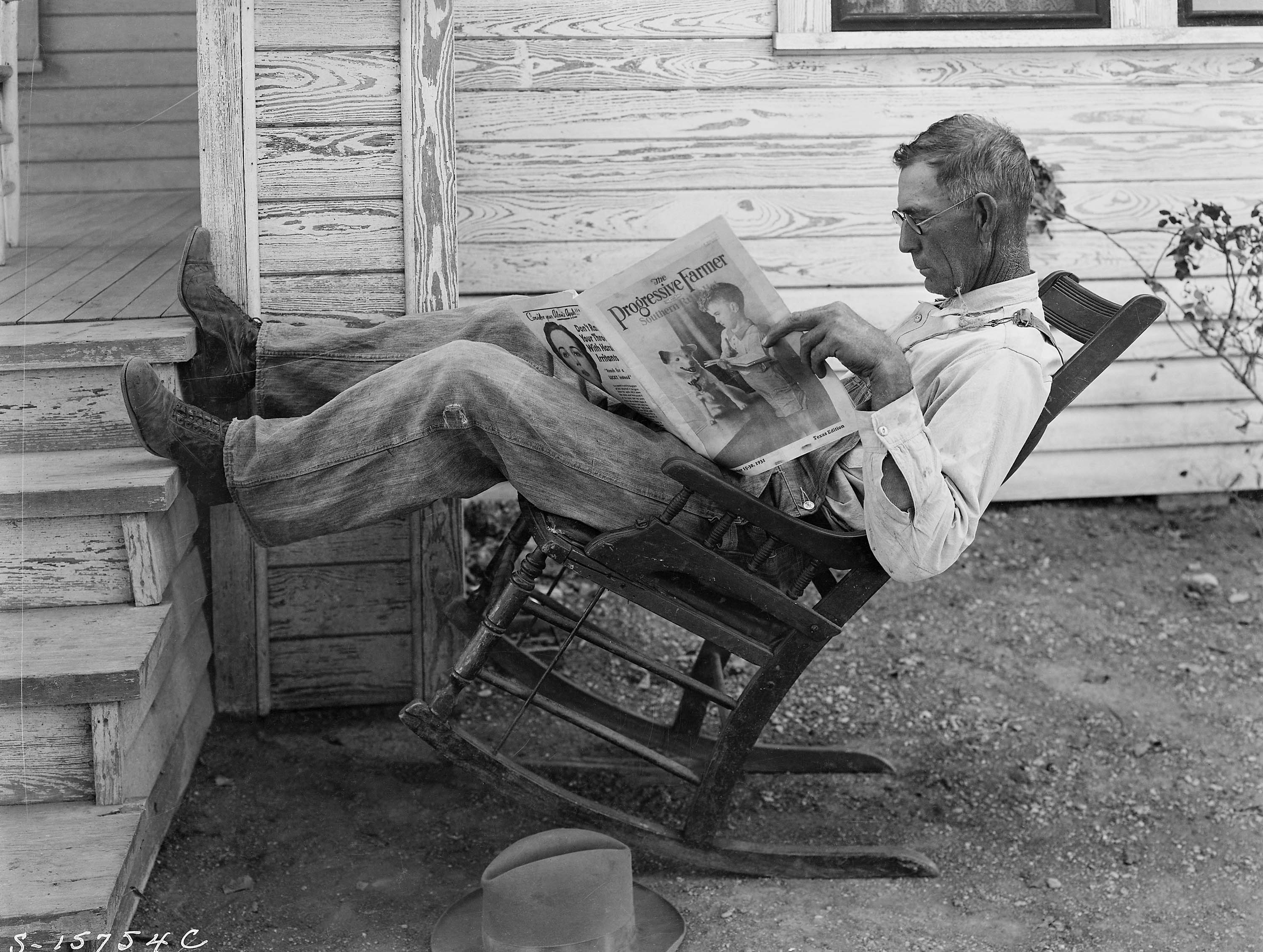
Un fermier américain lisant le journal dans un rocking chair en 1931.

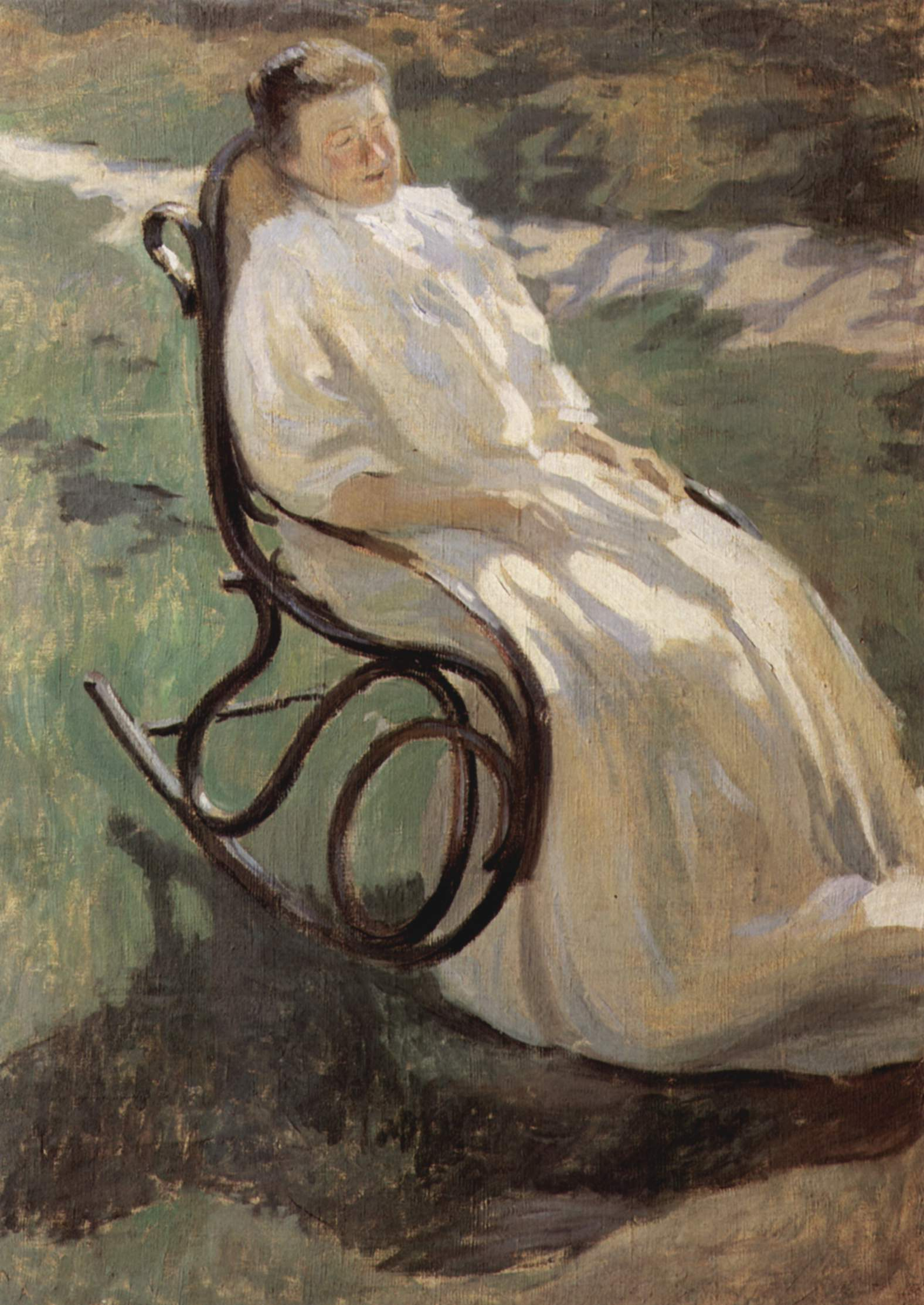
Femme dans une chaise berçante par Victor Borissov-Moussatov (1897).

Une chaise à bascule, rocking chair ou fauteuil à bascule, appelé aussi  berceuse ou chaise berçante au Québec et  dodine en Haïti, est un siège dont les pieds avant et arrière sont reliés par deux bandes latérales incurvées permettant à la personne de se balancer d'avant en arrière. De cette façon, le fauteuil n'est en contact avec le sol que sur un point de chacun de ces patins de bois, et le fauteuil peut se balancer selon les souhaits de son occupant.
Beaucoup de personnes éprouvent un sentiment de relaxation dû à la sensation de bercement, qui n'est pas sans rappeler celui du berceau. En outre, diverses études suggèrent que le bercement facilite l'endormissement, augmente le sommeil lent profond (sommeil dit « réparateur », associé aux propriétés mnésiques du sommeil), et améliore la mémoire chez les adultes,.

## Histoire
Selon un mythe américain, le rocking chair aurait été inventé par Benjamin Franklin, bien qu'aucune note dans son autobiographie ne le prouve. 
Son origine provient plutôt d'Angleterre au cours du XVIIIe siècle (vers 1710, Benjamin Franklin avait d'ailleurs 4 ans à cette époque, difficile donc pour lui d'inventer un tel objet). 
À partir du XIXe siècle, le rocking chair commence à être fabriqué par des sociétés d'ameublement, notamment la maison Thonet Frères, inventeur du procédé pour courber le bois, et l'atelier de Duncan Phyfe, pionnier dans les meubles de style Empire à New York.
Il constitue un objet typique fabriqué par la communauté protestante des Shakers (le balancement de leur Slat back chairs permet, disent-ils, de guider le regard vers les cieux) ayant inspiré le designer Hans Wegner.

## Cinéma
Le dessin animé Crac! réalisé par Frédéric Back en 1981, relate l'histoire du Québec à travers l'histoire d'une chaise à bascule.